# Elaeagnus longiloba
Elaeagnus longiloba är en havtornsväxtart som beskrevs av C. Yung Chang. Elaeagnus longiloba ingår i släktet silverbuskar, och familjen havtornsväxter. Inga underarter finns listade i Catalogue of Life.